# Colom de les Comores
El colom de les Comores (Columba pollenii) és una espècie d'ocell de la família dels colúmbids (Columbidae) que habita els boscos de les illes Comores.